# Carlos Alberto Sacheri
Carlos Alberto Sacheri (Buenos Aires, 22 de octubre de 1933 - 22 de diciembre de 1974) fue un educador, académico, conferencista internacional exponente del tomismo, defensor del anticomunismo, y filósofo argentino. Fue asesinado en 1974, frente a su familia, por el grupo guerrillero ERP. Discípulo del presbítero Julio Meinvielle (conocido doctrinario de los movimientos nacionalistas argentinos). La más difundida de sus publicaciones fue La Iglesia clandestina (1971), una denuncia contra el modernismo y la teología de la liberación desde posiciones tradicionales.

## Biografía
Sacheri se incorporó a la Acción Católica Argentina durante sus estudios secundarios. Ingresó a la Facultad de Derecho y Ciencias Sociales de la Universidad de Buenos Aires para cursar la carrera de abogacía, pero se dedicó poco a su primera profesión; conoció al padre Meinvielle durante sus estudios, y se unió a los grupos de suma que dirigía este. Influido por la lectura de Tomás de Aquino, interpretada por Meinvielle, Sacheri comenzó estudios de filosofía en la UBA. Egresó en 1957, y con una beca del Consejo de Artes de Canadá se trasladó a la Universidad de Laval (Quebec) para estudiar filosofía bajo la dirección del tomista canadiense Charles de Koninck. Se licenció en 1963, y cinco años más tarde obtuvo su doctorado con una tesis sobre La existencia y la naturaleza de la deliberación.
Regresó a la Argentina en 1967, donde se hizo cargo de la obra de la Ciudad Católica, en lugar del ingeniero Roberto Gorostiaga. Obtuvo una plaza como docente en la UBA —enseñando Filosofía del Derecho e Historia de las Ideas Filosóficas— y en la recientemente creada Universidad Católica Argentina —Metodología Científica y Filosofía Social—, donde fue invitado por el obispo Octavio Nicolás Derisi. Sería luego profesor visitante en el Instituto de Filosofía Comparada de París, dictando Ética y Filosofía Social, en la Universidad de Laval, y en la Universidad Andrés Bello de Caracas.
Reactivó la Sociedad Tomista Argentina, de la fue su secretario; fue presidente de Ciudad Católica, y coordinador general del Instituto de Promoción Social Argentina. En 1970 obtuvo una plaza como secretario científico del CONICET; dirigió luego el Instituto de Filosofía de la Facultad de Derecho y Ciencias Sociales de la UBA, y en 1974 fue coordinador general del Ingreso Único a esta universidad.
Mientras tanto militó en el nacionalismo católico, siendo miembro del directorio del efímero Movimiento Unificado Nacionalista Argentino. En el conflicto en el seno de la Iglesia católica entre la rama tradicionalista y la socialista—encarnada en grupos como el Movimiento de Sacerdotes para el Tercer Mundo— Sacheri se identificó con la primera, y expresó su doctrina en numerosas publicaciones. Fue colaborador de las argentinas Presencia, Universitas, Mikael y Ethos, así como de varias extranjeras. En 1971 resumió sus observaciones sobre lo que consideraba desviaciones doctrinarias y litúrgicas en progresismo en La Iglesia clandestina; en esta obra exponía sus tesis acerca del progresismo, al que acusaba de ser una simple expresión del marxismo ateo. El libro atacaba, entre otros, a los jesuitas del Colegio Máximo y al director de la revista Criterio, quien fuera luego el cardenal Jorge Mejía, acusándolos de subversivos y aliados de organizaciones armadas comunistas. La misma doctrina se vertió en el diario La Nueva Provincia, donde publicó artículos sobre la Doctrina Social de la Iglesia, que se recopilaron luego con el título de El orden natural. Ambas obras fueron calurosamente elogiadas por el nuncio apostólico en la Argentina, Lino Zanini, y se difundieron gratuitamente entre el personal de las Fuerzas Armadas.
Héctor H. Hernández dice que Sacheri siempre atacó al liberalismo que originó la reacción comunista y se opuso al gobierno María Estela Martínez de Perón y a los grupos insertados en el poder comandados por José López Rega que bajo el nombre de la Triple A se guiaban por una “moral” parecida al terrorismo guerrillero.

## La muerte
Un año antes mencionó, derramamiento de sangre, por la fe católica: 
"...si los católicos, los universitarios católicos, no estamos dispuestos a derramar nuestra sangre en una militancia heroica, Argentina dejará de ser católica para ser marxista. Como dice el apóstol: 'Sin sangre no hay redención'." 

El 22 de diciembre de 1974, después de salir de misa, regresaba a casa en su auto con su mujer y sus siete hijos, y a los 41 años, fue asesinado en la ciudad de Buenos Aires delante de su familia, por un comando de la organización guerrillera ERP-22 de Agosto, que reconoció el hecho en un comunicado donde se hace referencia sobre Sacheri así como de Jordán Bruno Genta, además, un archivo sobre el hecho fue encontrado más adelante en un inmueble de esa organización.

## Obras de Sacheri
- 1968: Necessite et nature de la deliberatión
- 1970: La Iglesia clandestina
- 1974: La Iglesia y lo social
- 1980: El Orden Natural